# Baïmak
Baïmak (en russe : Баймак) est une ville de la république du Bachkortostan, en Russie, et le centre administratif du raïon de Baïmak. Sa population s'élevait à 17 254 habitants en 2019.

## Géographie
Baïmak est située sur le cours supérieur de la rivière Tanalyk, dans le bassin de l'Ob et le sud de l'Oural. La ville est construite aux abords du massif d'Irendyk. Baïmak se trouve à 26 km au sud-ouest de Sibaï, à 103 km au sud-ouest de Magnitogorsk, à 287 km au sud-est d'Oufa et à 1 389 km à l'est-sud-est de Moscou.

## Histoire
C'est en 1748 qu'a été fondé un village de mineurs pour les mines d'or et de cuivre, sous le nom de Tanalykovo d'après le nom de la rivière. Les habitants sont dispersés après la révolte tataro-bachkire de 1755. Le village renaît au milieu du XIXe siècle sous le nom de Tanalykovo-Baïmak (Таналыково-Баймак), d'après le nom de Baïmak, chef bachkir du XVIIIe siècle. Elle accéda au statut de commune urbaine le 30 avril 1928. En 1938, elle devint la ville de Baïmak au niveau du district et, en 1992, au niveau de la république.
En janvier 2024, Poutine, candidat à sa succession, doit faire face à une manifestation anti-Kremlin : la condamnation à quatre ans de prison d'un militant local, Faïl Alsynov, accusé d'avoir critiqué un projet de mine d'or sur un lieu sacré, mais aussi la guerre en Ukraine, grande consommatrice de conscrits des provinces lointaines, a suscité une manifestation de la population en colère face à une haie de boucliers de policiers.

## Population
Recensements (*) ou estimations de la population
| 1926* | 1939*  | 1959*  | 1970*  | 1979*  | 1989*  |
| ----- | ------ | ------ | ------ | ------ | ------ |
| 3 324 | 13 900 | 11 335 | 12 467 | 13 453 | 15 976 |

| 2002*  | 2006   | 2010*  | 2012   | 2013   | 2014   |
| ------ | ------ | ------ | ------ | ------ | ------ |
| 17 223 | 16 947 | 17 710 | 17 608 | 17 534 | 17 492 |

| 2015   | 2016   | 2017   | 2018   | 2019   | 2020 |
| ------ | ------ | ------ | ------ | ------ | ---- |
| 17 460 | 17 475 | 17 529 | 17 432 | 17 254 | -    |

## Transports
La distance jusqu'à Oufa par la route Baïmak-Askarovo-Beloretsk est de 447 km.

## Tourisme
Les environs de Baïmak sont propices à la découverte de paysages impressionnants dans les massifs montagneux, comme celui d'Irendyk et de lacs de montagne, comme le Talkas.